# Marjan Jelenko
Marjan Jelenko (Maribor, 22 luglio 1991) è un ex combinatista nordico sloveno.

## Biografia
In Coppa del Mondo ha esordito il 31 gennaio 2009 a Chaux-Neuve (40º).
In carriera ha partecipato a due edizioni dei Giochi olimpici invernali, Soči 2014 (21º nel trampolino normale, 16º nel trampolino lungo) e Pyeongchang 2018 /44º nel trampolino normale, 41º nel trampolino lungo), e a cinque dei Campionati mondiali (7º nel trampolino normale a Val di Fiemme 2013 il miglior risultato).

## Palmarès

### Mondiali juniores
- 4 medaglie:
  - 1 oro (5 km dal trampolino normale a Otepää 2011)
  - 2 argenti (5 km dal trampolino normale a Hinterzarten 2010; 10 km dal trampolino normale a Otepää 2011)
  - 1 bronzo (gara a squadre a Hinterzarten 2010)

### Coppa del Mondo
- Miglior piazzamento in classifica generale: 19º nel 2013